# Manchester Piccadilly
Manchester Piccadilly – największa stacja kolejowa w Manchesterze, w Anglii. Posiada 7 peronów i obsługuje rocznie 16,250 mln pasażerów.